# Paul Leidy

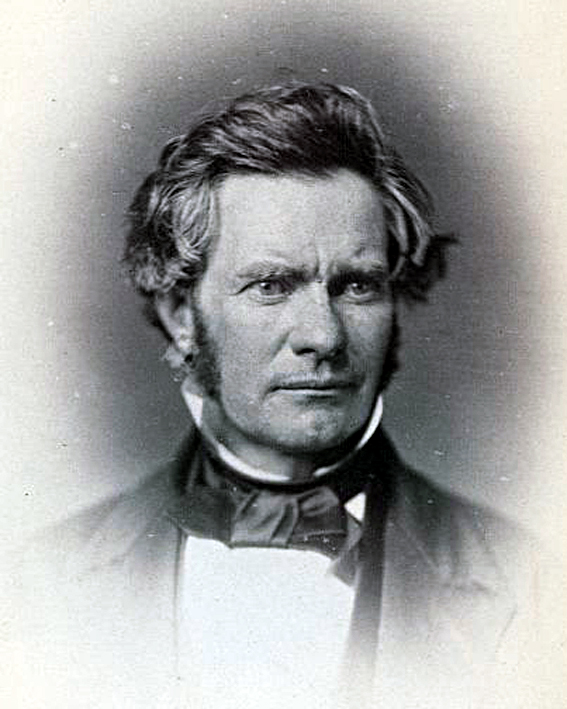
Paul Leidy (1859)

Paul Leidy (* 13. November 1813 in Hemlock, Columbia County, Pennsylvania; † 11. September 1877 in Danville, Pennsylvania) war ein US-amerikanischer Politiker. Zwischen 1857 und 1859 vertrat er den Bundesstaat Pennsylvania im US-Repräsentantenhaus.

## Werdegang
Paul Leidy besuchte die öffentlichen Schulen seiner Heimat und absolvierte dann eine Lehre im Schneiderhandwerk. Außerdem unterrichtete er einige Jahre lang als Lehrer in Danville. Nach einem anschließenden Jurastudium und seiner 1837 erfolgten Zulassung als Rechtsanwalt begann er in Danville in diesem Beruf zu arbeiten. Von 1852 bis 1857 war er Bezirksstaatsanwalt im dortigen Montour County. Gleichzeitig schlug er als Mitglied der Demokratischen Partei eine politische Laufbahn ein.
Nach dem Tod des Abgeordneten John Gallagher Montgomery wurde Leidy bei der fälligen Nachwahl für den zwölften Sitz von Pennsylvania als dessen Nachfolger in das US-Repräsentantenhaus in Washington, D.C. gewählt, wo er am 7. Dezember 1857 sein neues Mandat antrat. Da er im Jahr 1858 nicht bestätigt wurde, konnte er bis zum 3. März 1859 nur die laufende Legislaturperiode im Kongress beenden. Diese war von den Ereignissen im Vorfeld des Bürgerkrieges geprägt.
Nach dem Ende seiner Zeit im US-Repräsentantenhaus praktizierte Paul Leidy wieder als Anwalt. Er starb am 11. September 1877 in Danville, wo er auch beigesetzt wurde.